# Big Brother Slavnih
Prva sezona Big Brotherja Slavnih v sloveniji se je začela 3. oktobra 2010, po dveh letih in pol predaha slovenskega Big Brotherja je blia na POP TV. Voditeljica je bila Nina Osenar. Slovensko hišo Big Brother so popolnoma spremenili za slavne takmovalce, ki so bili v hiši 10 tednov.  6. teden, se je Big Brother odločil, da se mora iz hiše izseliti Sandra ,ki za en teden odpotovala v finsko hišo Big Brotherja, medtem ko je finski tekmovalec Nikko za teden dni prišel v Slovenijo. Nikko se je po vrnitvi na Finsko ponovno vselil v finsko hišo Big Brotherja in na koncu tudi zmagal.  V osnovni je blia nagrada 150.000 €. Vsak teden so stanovalci morali izpolnjevati tedenske naloge. Za vsako nepopolno nalogo je Big Brother zmanjšal nagrado za 15.000 €. Po desetih tednih je nagrada znašala 90.000 €. Izgubljeni 60.000 € so se podarile v dobrodelne namene. V finalni oddaji 12. decembra je zmagal Jože Činč.

## Opis
Stanovalci tretje sezone so:
| Teden izločitve | Tekmovalec             |
| --------------- | ---------------------- |
| Zmagovalec      | Jože Činč              |
| 10.             | Ines Juranovič         |
| 10.             | Mišo Kontrec           |
| 10.             | Sandra Auer            |
| 9.              | Gena Zeneli            |
| 8.              | Matjaž Živkovič - Maki |
| 7.              | Urška Čepin            |
| 7.              | Zlatan Čordić - Zlatko |
| 7.              | Teja Stražišar         |
| 6.              | Igor Misdaris          |
| 5.              | Nana Zeneli            |
| 4.              | Gena Zeneli            |
| 3.              | Ida Vesel - Pia        |
| 2.              | Rok Kosmač             |
| 1.              | Nena Muršič            |

## Nominacijska lestvica
|            | 1 teden              | 2 teden             | 3 teden             | 4 teden              | 5 teden             | 6 teden                    | 7 teden               | 8 teden              | 9 teden              | Finale             | Finale             |
| ---------- | -------------------- | ------------------- | ------------------- | -------------------- | ------------------- | -------------------------- | --------------------- | -------------------- | -------------------- | ------------------ | ------------------ |
| Činč       | Pia Nena             | Zlatko Rok          | Zlatko Pia          | Nana Gena            | Igor Zlatko         | Igor Zlatko                | Zlatko Ines           | Sandra Maki          | Ines Gena            | Zmagovalec         | Zmagovalec         |
| Ines       | Igor Nena            | Zlatko Rok          | Pia Igor            | Gena Činč            | Igor Nana           | Ni nominirala              | Urška Činč            | Sandra Maki          | Gena Mišo            | Drugo mesto        | Drugo mesto        |
| Mišo       | Ni ga bilo v hiši    | Ni ga bilo v hiši   | Ni ga bilo v hiši   | Ni ga bilo v hiši    | oproščen            | Ines Zlatko                | Ines Urška            | Ines Maki            | Gena Ines            | Tretje mesto       | Tretje mesto       |
| Sandra     | Nena Igor            | Pia Zlatko          | Pia Zlatko          | Gena Nana            | Urška Nana          | Igor Zlatko                | Urška Činč            | Maki Činč            | Činč Gena            | Četrto mesto       | Četrto mesto       |
| Gena       | Nena Sandra          | Rok Pia             | Pia Igor            | Činč Sandra          | izseljen (29 dni)   | izseljen (29 dni)          | izseljen (29 dni)     | Sandra Ines          | Ines Mišo            | Izseljen (64 dni)  | Izseljen (64 dni)  |
| Maki       | Ni ga bilo v hiši    | Ni ga bilo v hiši   | Ni ga bilo v hiši   | Ni ga bilo v hiši    | oproščen            | Ines Zlatko                | Činč Urška            | Sandra Činč          | Izseljen (57 dni)    | Izseljen (57 dni)  | Izseljen (57 dni)  |
| Urška      | Ni je bilo v hiši    | Ni je bilo v hiši   | Ni je bilo v hiši   | oproščena            | Zlatko Nana         | Igor Zlatko                | Sandra Ines           | Izseljna (50 dni)    | Izseljna (50 dni)    | Izseljna (50 dni)  | Izseljna (50 dni)  |
| Zlatko     | Nana Gena            | Nana Sandra         | Pia Nana            | Gena Činč            | Sandra Urška        | Ni nominiral               | Urška Činč            | Izvržen (48 dni)     | Izvržen (48 dni)     | Izvržen (48 dni)   | Izvržen (48 dni)   |
| Teja       | Ni je bilo v hiši    | Ni je bilo v hiši   | Ni je bilo v hiši   | Ni je bilo v hiši    | Ni je bilo v hiši   | Ni je bilo v hiši          | Oproščena             | Odšla (48 dni)       | Odšla (48 dni)       | Odšla (48 dni)     | Odšla (48 dni)     |
| Igor       | Nena Nana            | Rok Ines            | Nana Gena           | Gena Činč            | Zlatko Ines         | Ni nominiral               | Izseljen (43 dni)     | Izseljen (43 dni)    | Izseljen (43 dni)    | Izseljen (43 dni)  | Izseljen (43 dni)  |
| Nana       | Nena Igor            | Rok Zlatko          | Pia Zlatko          | Činč Sandra          | Ines Sandra         | Izseljena (36 dni)         | Izseljena (36 dni)    | Izseljena (36 dni)   | Izseljena (36 dni)   | Izseljena (36 dni) | Izseljena (36 dni) |
| Pia        | Igor Zlatko          | Ines Sandra         | Sandra Ines         | Izseljena (22 dni)   | Izseljena (22 dni)  | Izseljena (22 dni)         | Izseljena (22 dni)    | Izseljena (22 dni)   | Izseljena (22 dni)   | Izseljena (22 dni) | Izseljena (22 dni) |
| Rok        | Činč Nana            | Gena Ines           | Izseljen (15 dni)   | Izseljen (15 dni)    | Izseljen (15 dni)   | Izseljen (15 dni)          | Izseljen (15 dni)     | Izseljen (15 dni)    | Izseljen (15 dni)    | Izseljen (15 dni)  | Izseljen (15 dni)  |
| Nena       | Zlatko Pia           | Izseljena (8 dni)   | Izseljena (8 dni)   | Izseljena (8 dni)    | Izseljena (8 dni)   | Izseljena (8 dni)          | Izseljena (8 dni)     | Izseljena (8 dni)    | Izseljena (8 dni)    | Izseljena (8 dni)  | Izseljena (8 dni)  |
|            |                      |                     |                     |                      |                     |                            |                       |                      |                      |                    |                    |
| Nominirani | Igor Nena            | Rok Zlatko          | Pia Zlatko          | Činč Gena            | Nana Urška Zlatko   | Činč Igor Maki Mišo Zlatko | Činč Urška            | Maki Sandra          | Gena Ines            | Vsi stanovalci     | Vsi stanovalci     |
| Odhodi     | nihče                | nihče               | nihče               | nihče                | nihče               | nihče                      | nihče                 | Teja                 | nihče                | nihče              | nihče              |
| Izločitve  | nihče                | nihče               | nihče               | nihče                | nihče               | nihče                      | nihče                 | Zlatko               | nihče                | nihče              | nihče              |
| Izseljeni  | Nena ?% za izselitev | Rok ?% za izselitev | Pia ?% za izselitev | Gena ?% za izselitev | Nana ?% iz izseliev | Igor ?% za izselitev       | Urška ?% za izselitev | Maki ?% za izselitev | Gena ?% za izselitev | Sandra ?% za zmago | Mišo ?% za zmago   |
| Izseljeni  | Nena ?% za izselitev | Rok ?% za izselitev | Pia ?% za izselitev | Gena ?% za izselitev | Nana ?% iz izseliev | Igor ?% za izselitev       | Urška ?% za izselitev | Maki ?% za izselitev | Gena ?% za izselitev | Ines ?% za zmago   | Činč ?% za zmago   |

### Število nominacij
|        | 1 teden           | 2 teden           | 3 teden           | 4 teden           | 5 teden           | 6 teden           | 7 teden   | 8 teden   | 9 teden   | Finale       | Finale       | Skupaj |
| ------ | ----------------- | ----------------- | ----------------- | ----------------- | ----------------- | ----------------- | --------- | --------- | --------- | ------------ | ------------ | ------ |
| Činč   | 1                 | 0                 | 0                 | 5                 | 9                 | 0                 | 4         | 2         | 1         | Zmagovalec   | Zmagovalec   | 13     |
| Ines   | 0                 | 3                 | 1                 | 0                 | 2                 | 2                 | 3         | 2         | 3         | Drugo mesto  | Drugo mesto  | 15     |
| Mišo   | Ni ga bilo v hiši | Ni ga bilo v hiši | Ni ga bilo v hiši | Ni ga bilo v hiši | 0                 | 0                 | 0         | 0         | 2         | Tretje mesto | Tretje mesto | 2      |
| Sandra | 1                 | 2                 | 1                 | 2                 | 2                 | 0                 | 1         | 4         | 0         | Četrto mesto | Četrto mesto | 13     |
| Gena   | 1                 | 1                 | 1                 | 5                 | izseljen          | izseljen          | izseljen  | 0         | 4         | Izseljen     | Izseljen     | 12     |
| Maki   | Ni ga bilo v hiši | Ni ga bilo v hiši | Ni ga bilo v hiši | Ni ga bilo v hiši | 0                 | 0                 | 0         | 4         | Izseljen  | Izseljen     | Izseljen     | 4      |
| Urška  | Ni je bilo v hiši | Ni je bilo v hiši | Ni je bilo v hiši | 0                 | 2                 | 0                 | 5         | Izseljna  | Izseljna  | Izseljna     | Izseljna     | 7      |
| Zlatko | 2                 | 4                 | 3                 | 0                 | 3                 | 5                 | 1         | Izvržen   | Izvržen   | Izvržen      | Izvržen      | 18     |
| Teja   | Ni je bilo v hiši | Ni je bilo v hiši | Ni je bilo v hiši | Ni je bilo v hiši | Ni je bilo v hiši | Ni je bilo v hiši | 0         | Odšla     | Odšla     | Odšla        | Odšla        | 0      |
| Igor   | 4                 | 0                 | 2                 | 0                 | 2                 | 3                 | Izseljen  | Izseljen  | Izseljen  | Izseljen     | Izseljen     | 11     |
| Nana   | 3                 | 1                 | 2                 | 2                 | 3                 | Izseljena         | Izseljena | Izseljena | Izseljena | Izseljena    | Izseljena    | 10     |
| Pia    | 2                 | 2                 | 6                 | Izseljena         | Izseljena         | Izseljena         | Izseljena | Izseljena | Izseljena | Izseljena    | Izseljena    | 10     |
| Rok    | 0                 | 5                 | Izseljen          | Izseljen          | Izseljen          | Izseljen          | Izseljen  | Izseljen  | Izseljen  | Izseljen     | Izseljen     | 5      |
| Nena   | 6                 | Izseljena         | Izseljena         | Izseljena         | Izseljena         | Izseljena         | Izseljena | Izseljena | Izseljena | Izseljena    | Izseljena    | 6      |

| Barva | Pomen barve v nominacijski lestvici                                                                                 |
| ----- | --- |
|       | stanovalci niso smeli nominirati                                                                                    |
|       | Stanovalci so kršili pravila Big Brotherja in bili nominirani                                                       |
|       | izločen z odločitvijo gledalcev                                                                                     |
|       | prostovoljno odstopil od tekmovanja                                                                                 |
|       | izločen zaradi kršenja pravil Big Brotherja                                                                         |
|       | Stanovalci so lahko nominirali a so bili oproščeni nomniacij. Stanovalca sta bila finalista a sta izpadla v finalu. |
|       | superfinalist, ki je osvojil drugo mesto                                                                            |
|       | Zmagovalec |

Razlogi kršenja pravili stanovalcev, ki so bili kazensko nominirani:
1. Urška je bila  samodejno nominirana za izselitev iz Big Brotherja zaradi razprave o zunanjim svetom.
2. Činč je bil samodejno nominiran za izselitev iz Big Brotherja zaradi prekršenih pravil.
3. Maki je bil samodejno nominiran za izselitev iz Big Brotherja zaradi razpravo z zunanjim svetom.
4. Mišo je bil samodejno nominiran za izselitev iz Big Brotherja zaradi razpravo o nominaciji.

## Predvajanje
Od torka do sobote ob 20.00 - 21.00

Ob nedeljah ob 20.00 - 22.00 oddaja v živo (izpadanje)

Ob ponedeljkih ob 20.00 - 20.30 pogovor z izpadlim stanovalcem